# Antidesma myriocarpum
Antidesma myriocarpum är en emblikaväxtart som beskrevs av Airy Shaw. Antidesma myriocarpum ingår i släktet Antidesma och familjen emblikaväxter. Inga underarter finns listade i Catalogue of Life.